# بريندون دوسن
بريندون دوسن (بالإنجليزية: Brendon Dawson)‏ هو لاعب اتحاد الرغبي زيمبابوي، ولد في 2 سبتمبر 1967 في بولاوايو في زيمبابوي.

## وصلات خارجية
- بريندون دوسن عل موقع إسبنسكروم (الإنجليزية)
- بريندون دوسن على موقع ItsRugby.co.uk (الإنجليزية)